# Nykritik
Nykritik (new criticism) är en analys- och tolkningsmodell där man sätter texten i sig i centrum, utan att ta hänsyn till den historiska eller biografiska bakgrunden till verket. Denna litteraturvetenskapliga riktning framträdde i USA kring år 1930. Benämningen fick fotfäste genom John Crowe Ransoms bok The New Criticism (1941).
Nykritiken är främst en amerikansk företeelse som fick sin teoretiska influens från den ryska formalismen. En av de ledande nykritikerna är Cleanth Brooks som formulerat sina formalistiska utgångspunkter i ett antal satser. En litteraturkritiker söker beskriva och värdera det litterära konstverket. Form och innehåll kan inte skiljas åt.
En historisk anekdot som kompletterar nykritikernas teoretiska motivering av sin verksamhet är den att amerikanska litteraturkritiker såg att studenterna lärde sig allting utanför texten, men sällan läste och analyserade litteraturen i sig. Det ledde till att nykritiker förespråkade och ägnade sig åt så kallad närläsning (close reading), som sedan dess varit en etablerad term. Närläsning innebär att ett verk gås igenom med hänsyn till språkliga och idémässiga strukturer och upplägg, med fokus på detaljer. Verket ses som slutet och autonomt i sig.